# Mahmud Esad Cosan
Mahmud Esad Cosan, född 14 april 1938 i Canakkale, Turkiet, död 4 februari 2001 i Dubbo, var en turkisk författare och professor.

## Biografi
Han växte upp i Istanbul och studerade arabisk och persisk litteratur samt medeltidshistoria och turkisk-islamisk konst vid Istanbuls universitet. Därefter fortsatte han sin akademiska karriär vid Ankaras universitet, där han 1982 blev professor. Efter 28 års undervisning lämnade han universitetet för att helt ägna sig åt religiösa, sociala och kulturella aktiviteter i samhället. Han var hafiz (kunde Koranen utantill) och en stor auktoritet inom hadith (traditionslära) och han hade tillstånd (ijazah) att företräda flera olika skolor inom sufism. 
Förutom sitt modersmål, turkiska, behärskade han också engelska, tyska, arabiska och persiska. Han grundade ett stort antal olika stiftelser, organisationer, skolor, sjukhus och tidskrifter och engagerade sig i vitt skilda frågor som vetenskap, kultur, utbildning, familj, hälsa, miljö, konst och arkitektur.
Mahmud Esad Cosan omkom den 4 februari 2001 i en trafikolycka i Australien. Hans bortgång väckte stor rörelse i Turkiet. Hundratusentals människor följde hans sista färd längs Istanbuls gator och under hela veckan som följde stod hans liv och tänkande, visioner och arbetssätt i aktualiteternas centrum. TV och tidningar berättade om honom och det anordnades öppna debatter och diskussioner om hans idéer.